# بوفورت-ان-ارگون
بوفورت-ان-ارگون (به فرانسوی: Beaufort-en-Argonne) یک کمون (فرانسه) در فرانسه است که در موز (فرانسه) واقع شده‌است. بوفورت-ان-ارگون ۱۱٫۰۹ کیلومتر مربع مساحت دارد ۱۹۰ متر بالاتر از سطح دریا واقع شده‌است.